# Rigney

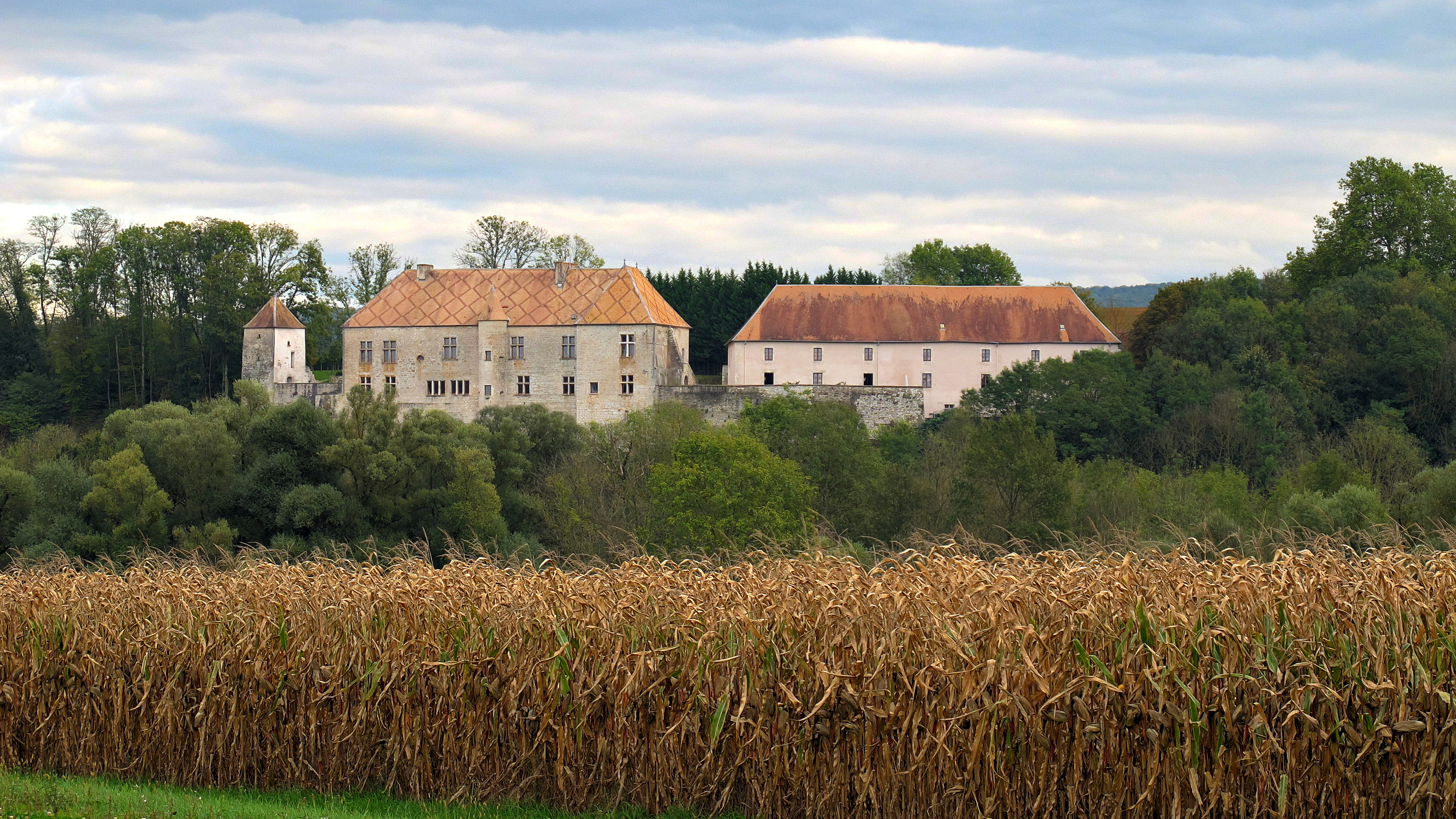
Kasteel

Rigney is een gemeente in het Franse departement Doubs (regio Bourgogne-Franche-Comté) en telt 410 inwoners (2004). De plaats maakt deel uit van het arrondissement Besançon.

## Geografie
De oppervlakte van Rigney bedraagt 9,6 km², de bevolkingsdichtheid is 42,7 inwoners per km².
De onderstaande kaart toont de ligging van Rigney met de belangrijkste infrastructuur en aangrenzende gemeenten.

## Demografie
Onderstaande figuur toont het verloop van het inwonertal (bron: INSEE-tellingen).